# 1961 au Maroc
Chronologie du Maroc
- 1957
- 1958
- 1959
- 1960
- 1961
- 1962
- 1963
- 1964
- 1965

Cet article présente les faits marquants de l'année 1961 au Maroc ou relatifs au Maroc.

## Événements

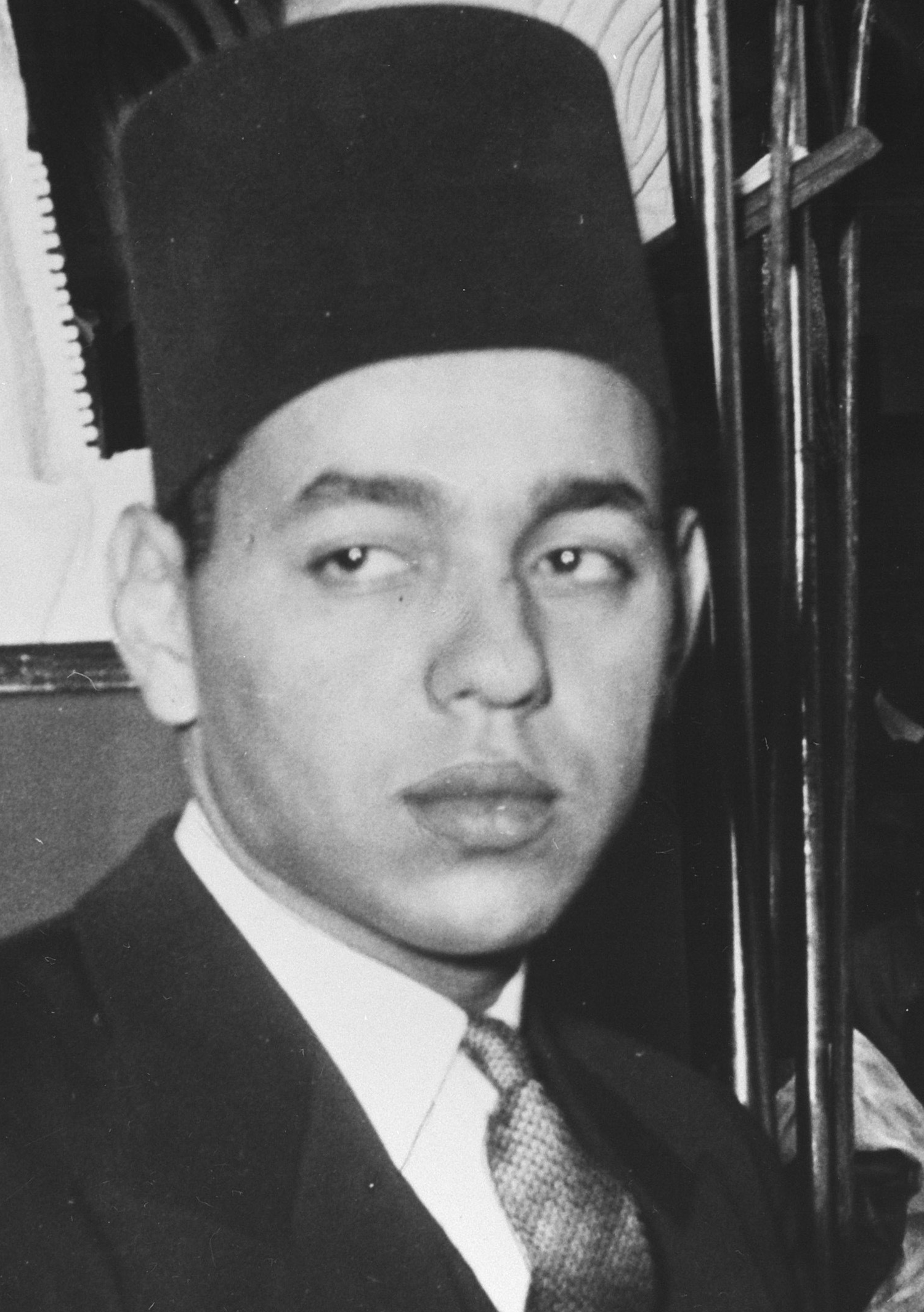
Le roi Hassan II en 1961

- 3-7 janvier : la conférence de Casablanca réunit les gouvernements africains les plus « progressistes ». Elle adopte la charte africaine de Casablanca signée par des représentants du Ghana, de la Guinée, du Mali, du Maroc, de la RAU et du GPRA. Elle définit des objectifs supranationaux, dont la création d’un marché commun africain et d’une citoyenneté africaine unique. Elle apporte son soutien aux territoires en lutte pour l’indépendance[1]. Le « groupe de Casablanca » se prononce en faveur du gouvernement de Patrice Lumumba au Congo-Kinshasa[2].
- 3 mars : intronisation du roi Hassan II après la mort à Rabat du roi Mohammed V du Maroc le 26 février ; le 4 mars, Hassan II prend la tête du gouvernement[3].
- 25 - 30 mai : congrès constitutif de l’USPA (Union syndicale panafricaine) à Casablanca[4].

## Sports
- La Coupe du Maroc de football 1960-1961, également nommée Coupe du Trône est la cinquième édition de la compétition.
- La Coupe du Maroc de football 1961-1962, également nommée Coupe du Trône est la sixième édition de la compétition.
- La saison 1960-1961 des FAR de Rabat est la troisième de l'histoire du club. Elle débute alors que les militaires furent second la saison dernière. Le club est par ailleurs engagé en coupe du Trône.
- La saison 1961-1962 des FAR de Rabat est la quatrième de l'histoire du club. Elle débute alors que les militaires avaient remporté le championnat de la saison dernière. Le club est par ailleurs engagé en coupe du Trône.
- Les 3e Jeux panarabes, compétition omnisports, ont lieu du 24 août au 8 septembre 1961 à Casablanca au Maroc[5].
  - La compétition de football aux Jeux panarabes de 1961 oppose six nations arabes et se déroulent dans la ville de Casablanca au Maroc. Il s'agit de la troisième édition de ces jeux depuis la première qui s'est déroulée à Alexandrie. Se déroulant du 3 au 10 septembre 1961, la compétition s'est déroulée sous forme de championnat mettant aux prises six nations différentes. C'est le Maroc qui remporte la compétition de football lors de cette édition grâce à ses 5 victoires d'affilée lui permettant d'obtenir 10 points, sachant que 5 matchs se sont déroulés et que chaque victoire rapporte 2 points. La République arabe unie prend la seconde place alors que la Libye décroche la troisième place.